# Il clan dei due Borsalini
Pour plus de détails, voir Fiche technique et Distribution.
Il clan dei due Borsalini est un film italien réalisé par Giuseppe Orlandini et sorti en 1971,.

## Fiche technique
- Réalisation : Giuseppe Orlandini
- Pays de production :  Italie

## Distribution
- Franco Franchi : Franco Franchetti
- Ciccio Ingrassia : professeur Ingrassini
- Lino Banfi : Ferdi
- Umberto D'Orsi : le commissaire de police
- Isabella Biagini : le fantome
- Enzo Andronico : apprenti voleur